# Olga Bancic
Olga (ou Golda) Bancic dite Pierrette, née le 10 mai 1912 (ou le 28 mai 1912, selon les sources) à Chișinău (Gouvernement de Bessarabie, empire russe) et morte guillotinée le 10 mai 1944 à Stuttgart, est une résistante communiste juive roumaine et volontaire des FTP-MOI de la région parisienne.

## Biographie

### Jeunesse en Roumanie
Olga (ou Golda) Bancic naît 10 mai 1912,,,, ou le 28 mai 1912, selon les sources, dans une famille nombreuse juive de la province alors russe de Bessarabie,,. Cette région roumanophone (en actuelle Moldavie) déclare son indépendance, puis rejoint la Roumanie en 1918. Le père, un modeste artisan, ne peut assurer la subsistance de sa famille, tous ses enfants doivent travailler. Olga, sixième de la fratrie, est placée dans une fabrique de matelas à l’âge de 12 ans. Les dures conditions de travail déterminent la jeune Olga à prendre part en 1926 à une grève et à une manifestation dans sa fabrique,. 
En 1929, elle épouse l'écrivain Jacob Salomon, connu sous le nom d'Alexandru Jar, (1911-1988 ; jar signifie « braises » en roumain). Devenue communiste, elle est arrêtée par la Sûreté roumaine, incarcérée,, maltraitée et battue. De 1933 à 1938, elle est un membre actif du syndicat ouvrier local mais continue la lutte syndicale malgré les dangers encourus. Militante au sein des jeunesses communistes de Roumanie elle participe à la création d'un « Front populaire contre le fascisme », où elle croise sa toute jeune compatriote Hélène Taich. Plusieurs fois arrêtées, condamnées et emprisonnées, elles sont traquées et se réfugient en France.

### Expatriée en France
Arrivée en France en 1938,,, Olga Bancic poursuit des études à la faculté de lettres, où elle retrouve son mari, qui combat pendant la guerre d'Espagne dans les Brigades internationales. Le couple aide les Républicains espagnols en envoyant des armes au groupe franco-belge « Pauker » de la 35e division des Brigades internationales, commandé par le français Gaston Carré et le roumain Valter Roman (pas encore père du futur Premier ministre roumain Petre Roman).
En 1939, elle donne naissance à une fille, Dolorès,, dite Dolly, prénommée ainsi en hommage à Dolores Ibárruri, dite La Pasionaria,.

### Seconde Guerre mondiale
Après l'invasion de la France par les nazis en mai-juin 1940 et la rupture du pacte germano-soviétique le 22 juin 1941, Olga Bancic confie sa fille en 1942 à une famille française et s'engage dans l'organisation clandestine Main-d'œuvre immigrée (MOI) des étrangers communistes et dans le mouvement de lutte armée de cette organisation, les FTP-MOI,,. Sous le pseudonyme de « Pierrette », elle est chargée de l'assemblage des bombes et des explosifs, de leur transport et de l'acheminement des armes avant et après les opérations,,. Elle a ainsi participé indirectement à une centaine d'attaques. Arsène Tchakarian indique :

« Anna Richter et Olga Bancic devaient, à l'heure dite, apporter les grenades et les revolvers puis devaient les récupérer après l'action ce qui les exposait terriblement après l'attentat, le quartier étant bouclé par les forces de sécurité allemandes…. »

Sous le nom de Mme Martin demeurant no 8 rue des Ciseaux, elle loue une chambre située no 3 rue Andrieux où elle entrepose les armes. Elle demeure réellement au no 114 rue du Château.
Son compagnon, Jacob Salomon, est arrêté en septembre 1941. Un rapport de police, du 15 décembre 1941, mentionne Olga Bancic à propos de l’évasion de son ami de l’hôpital Tenon, le 23 novembre 1941. Il était interné au camp de Drancy, elle dit « ignorer ce qu’il est devenu ».
Arsène Tchakarian indique qu'« elle participa à une centaine d'attaques contre l'armée allemande menés par le groupe Manouchian. » Elle est arrêtée à Paris par les brigades spéciales (BS2), le 6 novembre 1943, en même temps que Marcel Rajman et Josef Svec,. Soixante-huit membres des FTP MOI sont interpellés et vingt-trois d’entre eux sont emprisonnés à la prison de Fresnes en attendant d'être jugés.

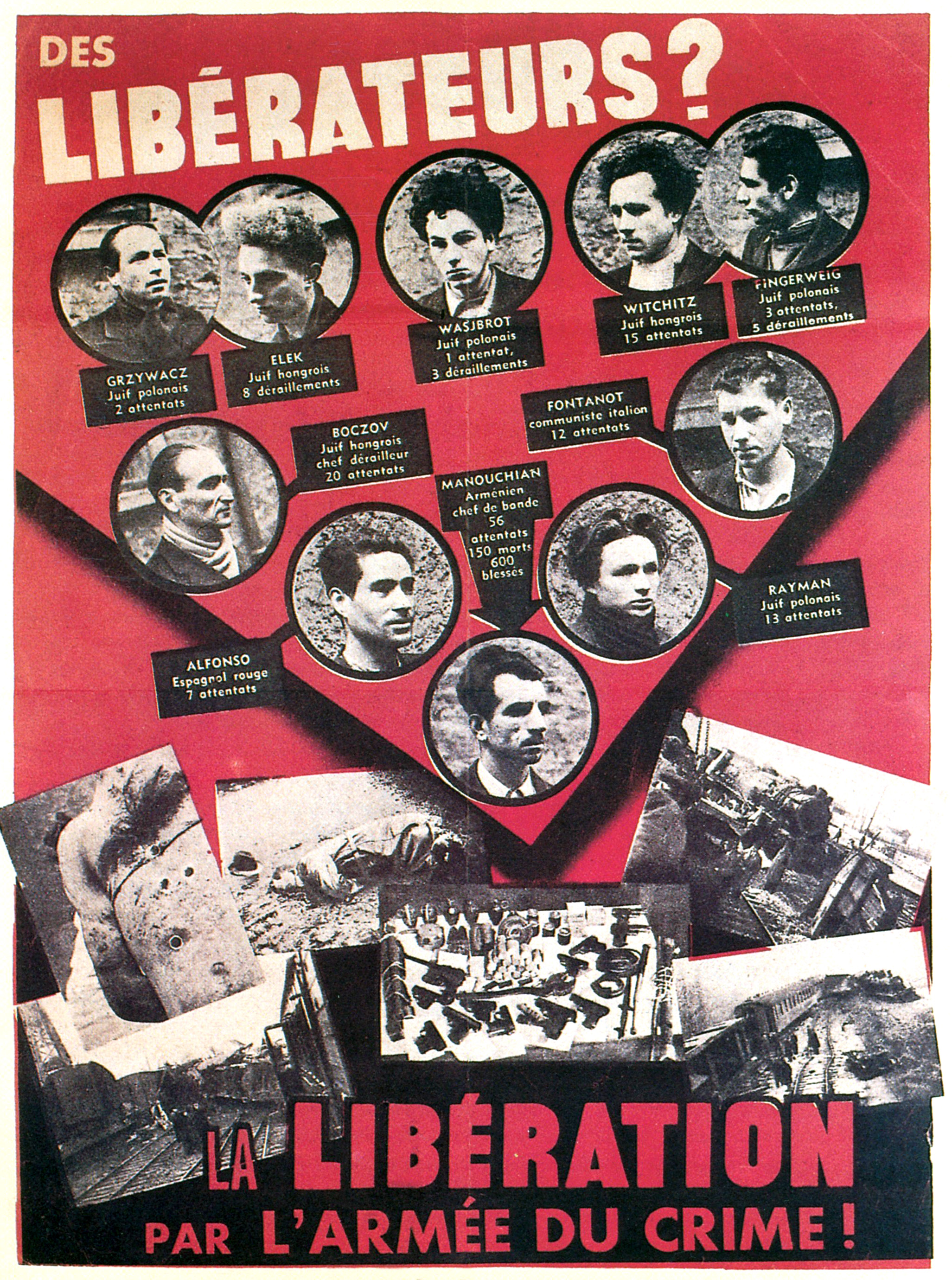
L'Affiche rouge, février 1944.

La concierge du 3, rue Andrieux s'inquiétant de l’absence de madame Martin, qui de ce fait ne réglait pas la location de la chambre, prévient la police. Le 23 mars 1944, les policiers du commissariat du quartier de l'Europe perquisitionnent la chambre et y trouvent, entre autres : treize grenades Mills, trois pistolets, un browning, trois revolvers à barillet, soixante bombes, trois cartouchières garnies, un sac d’accessoires pour engins incendiaires, plusieurs boîtes de cartouches, une boîte de plaques incendiaires, une boîte d’explosifs, du chlorate de potassium, des engins incendiaires.

« Avant le procès, des milliers d’exemplaires de « l’Affiche rouge » montrant le visage de dix membres du groupe de Missak Manouchian sont placardés dans tout Paris. »

Le 21 février 1944, les vingt-trois prisonniers sont condamnés à mort par une cour martiale allemande, réunie à Paris le 15 février 1944. Pour Adam Rayski, l'existence d'un procès public, et l'allégation que les accusés auraient comparu dans une salle d'audience, est un mensonge de la propagande allemande et vichyssoise.
Olga Bancic, qui a été atrocement torturée au nerf de bœuf,, est transférée en Allemagne le 19 février 1944, tandis que les vingt-deux hommes du groupe Manouchian sont fusillés le 21 février au fort du Mont-Valérien,,.
Incarcérée à Karlsruhe, puis transférée Stuttgart le 3 mai. Elle est guillotinée, à la prison de Stuttgart, le 10 mai 1944, ; elle avait trente-deux ans.
Son mari, Jacob Salomon, échappe aux arrestations de novembre 1943. Après la Libération, il quitte les FTP-MOI et retourne avec sa fille Dolly en Roumanie, devenue communiste,,.

#### Derniers témoignages
Olga Bancic jeta à travers une fenêtre une dernière lettre, datée du 9 mai 1944, adressée à sa fille Dolores, pendant son transfert à la prison de Stuttgart pour y être exécutée. La note jointe, adressée à la Croix-Rouge française précisait (texte dont l’orthographe est corrigée) : 

« Chère Madame. Je vous prie de bien vouloir remettre cette lettre à ma petite fille Dolorès Jacob après la guerre. C’est le dernier désir d’une mère qui va vivre encore 12 heures. Merci,. »

La lettre adressée par Olga Bancic à sa fille (orthographe corrigée) :

« Ma chère petite fille, mon cher petit amour.

Ta mère écrit la dernière lettre, ma chère petite fille, demain à 6 heures, le 10 mai, je ne serai plus.

Mon amour, ne pleure pas, ta mère ne pleure pas non plus. Je meurs avec la conscience tranquille et avec toute la conviction que demain tu auras une vie et un avenir plus heureux que ta mère. Tu n’auras plus à souffrir. Sois fière de ta mère, mon petit amour. J’ai toujours ton image devant moi.

Je vais croire que tu verras ton père, j’ai l’espérance que lui aura un autre sort. Dis-lui que j’ai toujours pensé à lui comme à toi. Je vous aime de tout mon cœur.

Tous les deux vous m’êtes chers. Ma chère enfant, ton père est, pour toi, une mère aussi. Il t’aime beaucoup.

Tu ne sentiras pas le manque de ta mère. Mon cher enfant, je finis ma lettre avec l’espérance que tu seras heureuse pour toute ta vie, avec ton père, avec tout le monde.

Je vous embrasse de tout mon cœur, beaucoup, beaucoup.

Adieu mon amour.

Ta mère,. »

## Liste des membres du groupe Manouchian exécutés

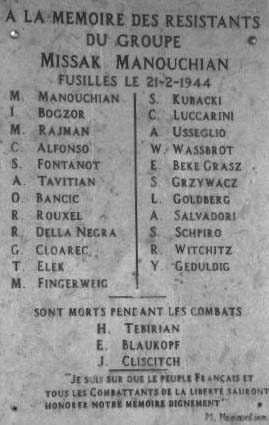
Mémorial de l'Affiche rouge à Valence.

La liste suivante des 23 membres du groupe Manouchian exécutés par les Allemands signale par la mention (AR) les dix membres que les Allemands ont fait figurer sur l'Affiche rouge.
- Celestino Alfonso (AR), Espagnol, 27 ans
- Olga Bancic, Roumaine, 32 ans (seule femme du groupe, guillotinée à Stuttgart, en Allemagne, le 10 mai 1944)
- Joseph Boczov [József Boczor; Wolff Ferenc] (AR), Hongrois, 38 ans - Ingénieur chimiste
- Georges Cloarec, Français, 20 ans
- Rino Della Negra, Italien, 19 ans
- Thomas Elek [Elek Tamás] (AR), Hongrois, 18 ans - Étudiant
- Maurice Fingercwajg (AR), Polonais, 19 ans
- Spartaco Fontanot (AR), Italien, 22 ans
- Jonas Geduldig, Polonais, 26 ans
- Emeric Glasz [Békés (Glass) Imre], Hongrois, 42 ans - Ouvrier métallurgiste
- Léon Goldberg, Polonais, 19 ans
- Szlama Grzywacz (AR), Polonais, 34 ans
- Stanislas Kubacki, Polonais, 36 ans
- Cesare Luccarini, Italien, 22 ans
- Missak Manouchian (AR), Arménien, 37 ans
- Arpen Tavitian, Arménien, 44 ans
- Marcel Rajman (AR), Polonais, 21 ans
- Roger Rouxel, Français, 18 ans
- Antoine Salvadori, Italien, 24 ans
- Willy Schapiro, Polonais, 29 ans
- Amedeo Usseglio, Italien, 32 ans
- Wolf Wajsbrot (AR), Polonais, 18 ans
- Robert Witchitz (AR), Français, 19 ans

## Hommages et mémoire
En Roumanie, Olga Bancic est un symbole des femmes engagées dans la résistance : à l'époque communiste son exemple était enseigné dans toutes les écoles primaires pour magnifier le sacrifice des préférences personnelles à la cause commune ; des générations d'écoliers ont pleuré à la lecture de sa dernière lettre. Des rues des grandes villes portent toujours son nom : elle est, avec le communiste dissident antistalinien Lucreţiu Pătrăşcanu l'une des très rares personnalités communistes dont les rappels mémoriels n'ont pas été débaptisés après la chute de la dictature.
En France, elle fut l'exemple des femmes étrangères engagées volontaires dans la Résistance.
- En 1995, la ville de Paris lui rend hommage, à la demande de l’Union des résistants et déportés juifs de France, en apposant une plaque à sa mémoire sur un des murs du carré des fusillés du cimetière parisien d'Ivry, derrière les tombes de ses camarades de combat, Missak Manouchian et Marcel Rajman[5].
- Le 26 octobre 1999, sa mémoire est à nouveau honorée par le Conseil supérieur de la Mémoire auprès du président de la République, avec celle de quatre autres résistants emblématiques, Jean Moulin, Félix Éboué, Pierre Brossolette et Jacques Trolley de Prévaux[5].
- Le 14 décembre 2011, elle est reconnue morte pour la France[33].
- Le 4 juillet 2013, sur délibération de la mairie de Paris, une plaque commémorative est apposée au 114 rue du Château, dans le 14e arrondissement :

ICI VIVAIT
OLGA BANCIC,
RESISTANTE F.T.P-M.O.I.
DE L’ÎLE-DE-FRANCE
MEMBRE DU GROUPE MANOUCHIAN
EXÉCUTÉE PAR LES NAZIS
À STUTTGART LE 10 mai 1944
À L’ÂGE DE 32 ANS
MORTE POUR LA FRANCE
ET LA LIBERTÉ
- Dans le 11e arrondissement de Paris, le square Olga-Bancic a été nommé en sa mémoire.

- Olga Bancic est honorée sur le monument à Missak Manouchian du square Agricol Perdiguier d’Avignon, avec cette mention : « Olga Bancic / Roumaine / décapitée en Allemagne ».
- Le 21 février 2023, une allée en hommage et portant le nom de Olga Bancic[34] est inaugurée à Alfortville (Val-de-Marne).
- Le 21 février 2024, elle entre officiellement au Panthéon avec tout le groupe Manouchian lors de la cérémonie officielle de panthéonisation de Missak et Mélinée Manouchian[35]. Vingt-quatre résistants, principalement étrangers, morts pour la France sont salués par le président Emmanuel Macron et célébrés lors de la cérémonie[35].

### Filmographie
- Dans le film L'Affiche rouge (1976), le rôle d'Olga est tenu par Maya Wodecka et celui de sa fille par Silvia Badescu.
- Dans le film L'Armée du crime de Robert Guédiguian, sorti en 2009, le rôle d'Olga est tenu par Olga Legrand.